# 霍守典
霍守典（1579年—1634年），字和衷，号显用，山西沁县人，明朝政治人物，同進士出身。
萬曆三十八年（1610年）登进士，授大理寺观政，后升任工科給事中、户科给事中，礼科都给事中，天启间除太常寺少卿，随后罢官回鄉。著有《自靖录》。